# 德米特罗·库列巴
德米特罗·伊万诺维奇·库列巴（羅馬化：Dmytro Ivanovych Kuleba；發音：[dmɪˈtrɔ iˈwɑnɔwɪtʃ kʊˈlɛbɐ]；1981年4月19日—），乌克兰政治人物、外交官和通信专家，曾任乌克兰外交部部长，同时也是乌克兰国家安全与国防事务委员会成员。库列巴是乌克兰历史上最年轻的高级外交官之一。2016年至2019年间，库列巴出任乌克兰负责欧洲和欧洲·大西洋一体化的副总理，以及乌克兰常驻欧洲委员会代表。

## 生平
1981年4月19日，库列巴出生在蘇維埃烏克蘭北部城市苏梅。
库列巴母亲是叶夫根尼娅（Євгенія）；父亲伊万·库列巴是一名职业外交官，曾任乌克兰外交部副部长（2003年–2004年）以及乌克兰驻埃及大使（1997年–2000年）、驻捷克共和国大使（2004年–2009年）、驻哈萨克斯坦大使（2008年–2019年）、驻亚美尼亚大使（2019年至今）。
库列巴已婚，妻子叶夫根尼娅·库列巴是基輔市议会议员、基辅市议会环境政策常设委员会秘书。两人育有两个孩子：叶霍尔（Єгор，2006年出生）和柳博芙（Любов，2011年出生）。
2003年，他从乌克兰基辅大学国际关系研究所毕业，取得国际法学博士学位。庫勒巴隨後於2006年獲得了法學副博士學位
此外，他還是國家文化藝術與博物館綜合體「藝術兵工廠」發展委員會的成員。

## 事蹟

### 外交官（2003年—2019年）
自2003年以来，库列巴一直在乌克兰外交部门和外交部任职。2003年起，他擔任烏克蘭外交部首席法律顧問辦公室的隨員。2005年，他成為外交部法律事務管理局三等秘書。從2005年至2009年間，他在烏克蘭常駐維也納國際組織代表處擔任三等秘書和二等秘書，專注於歐洲安全與合作組織（OSCE）事務。
在2010年至2012年間，他回到烏克蘭外交部擔任一等秘書、參贊以及部門主任。2013年，他成為烏克蘭副總理康斯坦丁·格里先科的人道主義事務顧問。
自2013年起，他領導UART文化外交基金會，致力於推動烏克蘭的文化外交事務。
2013年，因他和時任烏克蘭总统维克多·亚努科维奇的意见分歧，他退出了政府，不再擔任公职。他並積極參與2013年至2014年的尊嚴革命。
在俄烏戰爭爆發後，他於2014年6月應時任烏克蘭外交部長帕夫洛·克利姆金的邀請，重返烏克蘭外交部工作，擔任負責戰略傳播事務特使。其开展战略沟通，他将数字外交、战略传播、文化外交和公共外交的概念引入外交部的工作。
2016年4月9日，他被任命為烏克蘭常駐歐洲委員會代表。在該職位上，他的工作重點是對抗俄羅斯的侵略、保護被俄羅斯佔領的克里米亞人的權利，促使歐洲委員會參與烏克蘭的改革進程，以及反對俄羅斯代表團無條件重返歐洲理事會議會大會（PARE）。他強化烏克蘭的文化存在，倡議烏克蘭加入「歐洲電影聯盟」，這是歐洲委員會下屬的一個支持共同製作和發行電影及視聽作品的基金會。

### 政治職務（2019年—2024年）

#### 烏克蘭第一副總理
自2019年8月29日起，他擔任烏克蘭第一副總理，負責歐洲和歐洲-大西洋一體化事務，並擔任歐洲-大西洋一體化協調委員會主席。他倡導烏克蘭加入《歐洲綠色協議》，並推動開放「協議脈搏」系統，這是一個用於監督烏克蘭與歐盟聯合協議執行情況的在線平台。在庫列巴擔任副總理和擔任外交部長期間，其加強烏克蘭獲得北約的能力擴展夥伴地位。而烏克蘭於2020年6月12日獲得北約能力擴展夥伴地位。

#### 烏克蘭外交部部長

##### 推動與歐盟關係

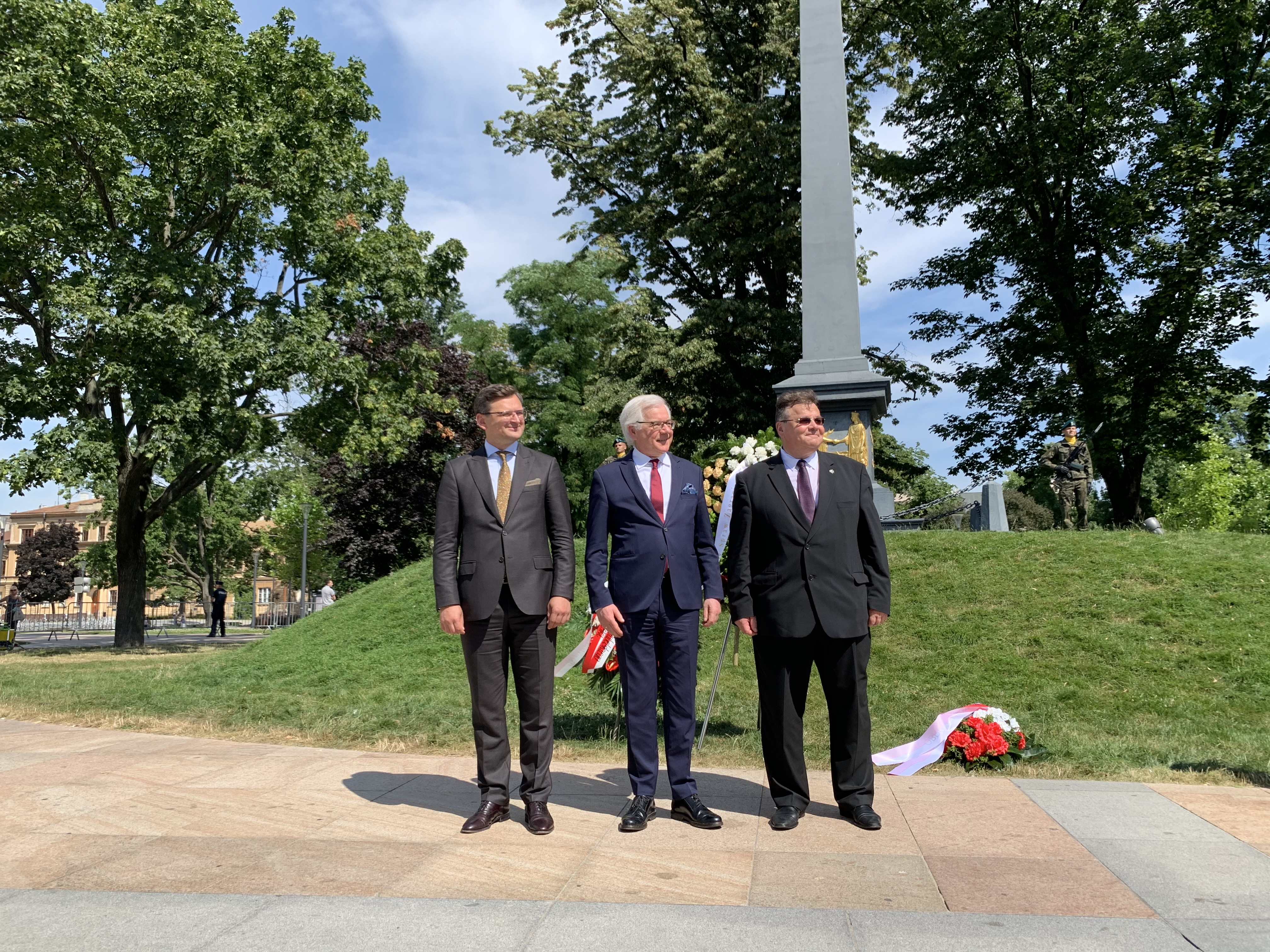
烏克蘭外交部部長德米特羅·庫列巴、波蘭外交部部長雅采克·恰普托維奇和立陶宛外交部部長利納斯·林克維丘斯在1569年盧布林聯合紀念碑前

2020年3月4日，库列巴出任乌克兰外交部部长。
他積極推動烏克蘭獲得歐盟候選會員國地位。2022年5月11日至18日，他對德國和荷蘭進行訪問，這兩個國家在歐盟內對烏克蘭的加入態度最為保留。在訪問期間，他與兩國領導層進行談判，爭取推動烏克蘭加入歐盟的進程。在最終談判階段，他堅決反對一些歐洲政治人物提出的替代性候選資格的建議，而非直接賦予烏克蘭正式的候選國地位。正如庫列巴所說，這一地位「從法律上將烏克蘭固定在歐洲一體化的計劃中」。
在烏克蘭成為歐盟候選國的當天，庫列巴和歐盟外交與安全政策高級代表何塞普·博雷爾發表聯合影片聲明，宣布將立即開始為烏克蘭融入歐洲機構以及最終成為歐盟成員進行準備。
庫列巴為「盧布林三角」的共同發起人之一，該協議旨在促進波蘭、立陶宛和烏克蘭之間的政治、經濟和社會合作，包括定期的三邊會議、多邊會議上的磋商，以及邀請特定合作夥伴參與，並舉行三國外交部長之間的高層會談。

##### 經濟外交
在經濟外交領域，庫列巴改革烏克蘭外交部的相關活動。2021年5月21日，他主持烏克蘭外交部下屬的出口商和投資者委員會的重組成立會議，並將促進烏克蘭出口和吸引外國投資定為外交部的核心優先事項之一。庫列巴表示，通過這些舉措，外交部正在協助烏克蘭企業進入國際市場，推動烏克蘭商品和服務更深入地融入全球供應鏈。他強調，這些努力的最終目的是提升烏克蘭公民的生活水平，因為「出口收益將回流烏克蘭經濟，增加國家預算的稅收收入，並創造新的就業機會。」
此外，庫列巴還擔任克里米亞平台創始峰會籌備委員會的主席。
2021年8月24日，庫列巴被授予特命全權大使的外交職銜。

##### 推動與非洲關係
庫列巴任內的烏克蘭外交部開始積極推動與非洲國家的關係發展。2022年1月，烏克蘭批准一項非洲戰略，隨後任命烏克蘭近東與非洲問題特使，並通過烏克蘭總統、外交部和議會外交途徑加強與非洲國家的聯繫。
2022年秋天，庫列巴宣佈烏克蘭對非洲的新政策，稱其為「烏克蘭-非洲的文藝復興」。
庫列巴的首次非洲巡訪於2022年10月舉行，訪問塞內加爾、科特迪瓦、迦納和肯雅；第二次巡訪則在2023年5月，走訪摩洛哥、埃塞俄比亞、盧旺達、莫桑比克和奈及利亞；第三次巡訪在2023年7月進行，訪問赤道畿內亞和利比里亞。從2022年10月到2023年7月，庫列巴共訪問11個非洲國家，其中大部分是首次正式外交訪問。

##### 俄羅斯入侵烏克蘭
在2022年3月24日的一次長篇採訪中，庫列巴稱俄羅斯總統弗拉基米爾·普京為「戰犯」。他指出，俄羅斯軍隊已經使用白磷彈和集束炸彈。2022年5月10日，庫列巴進一步說道：「在2022年俄羅斯入侵烏克蘭的頭幾個月，我們所期待的勝利是讓俄軍撤回到2月24日之前的陣地並賠償損失。現在，如果我們在軍事上足夠強大，並在決定戰爭動態的頓巴斯戰役中取得勝利，那麼我們的勝利目標將是解放我們的全部領土」，其中包括頓巴斯和克里米亞。

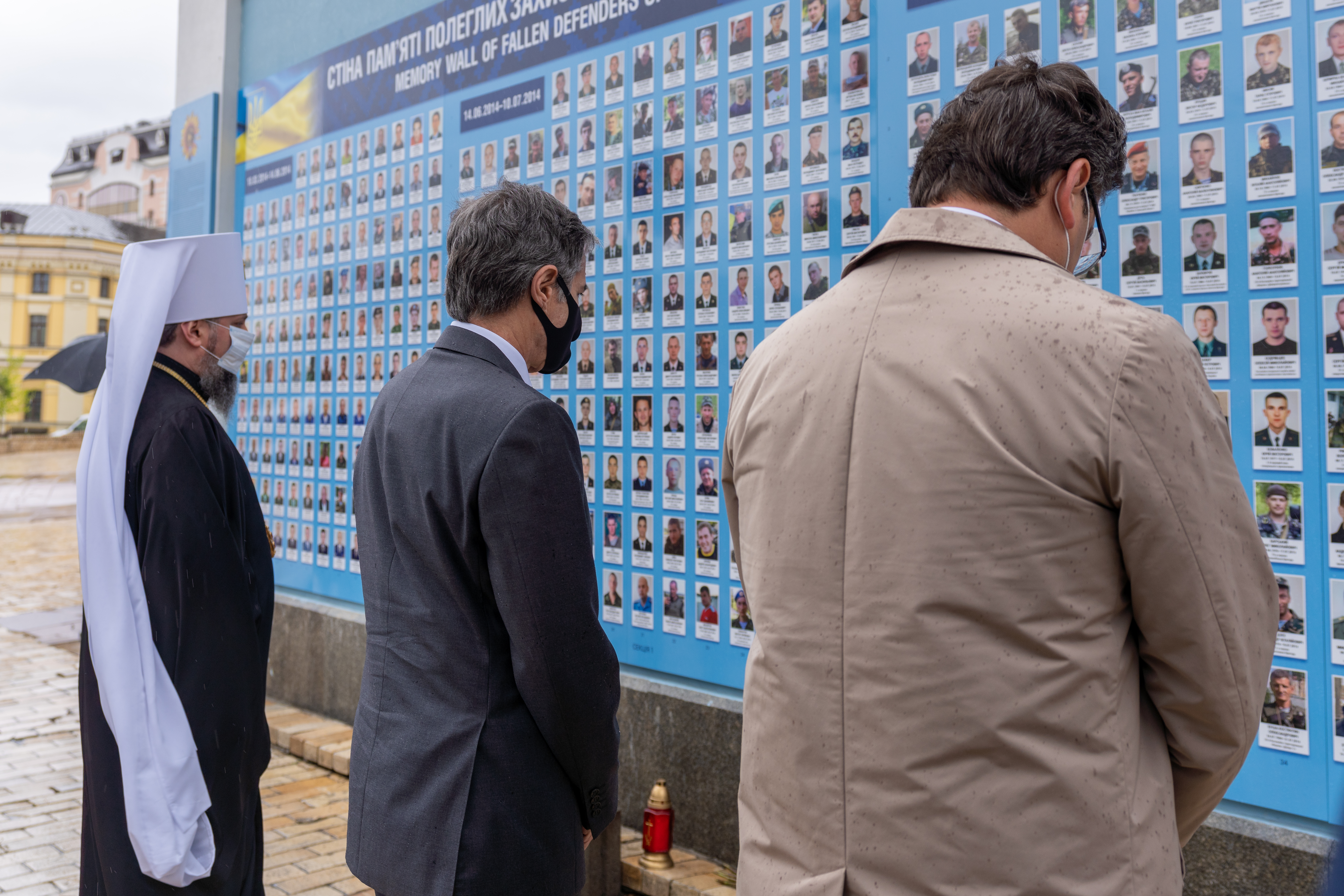
2021年5月6日，德米特羅·庫列巴、基輔都主教伊皮法紐斯以及美國國務卿安東尼·布林肯在基輔聖米迦勒廣場附近的烏克蘭陣亡將士紀念牆前合影留念。

在普京宣佈動員部分俄羅斯軍人並暗示可能使用核武器之後，庫列巴表示：「普京對中國、印度、墨西哥、土耳其，以及其他亞洲、非洲、中東和拉丁美洲國家呼籲以外交手段結束俄羅斯對烏克蘭戰爭的訴求完全不屑一顧。」2022年10月10日，他敦促非洲國家放棄中立立場，譴責俄羅斯的侵略行為。他稱普京是「恐怖分子」，其「唯一的策略就是對和平的烏克蘭城市進行恐怖襲擊」。2022年10月28日，他要求伊朗立即停止向俄羅斯提供武器，特別是伊朗的自殺式無人機。2022年11月12日，他再次呼籲東南亞國家聯盟成員國放棄中立立場，支持烏克蘭。
在2022年12月的一次接受美聯社的採訪中，庫列巴呼籲於2023年2月在聯合國舉行和平峰會，並由聯合國秘書長安東尼奧·古特雷斯主持。他表示，只有當俄羅斯接受國際法院對其戰爭罪行的審判時，才會邀請其參加。在另一場12月的訪談中，他預測道：
「這場戰爭結束後，我們將成為歐盟和北約的正式成員，同時也是全球糧食安全的保證者。我們將成為西方世界的一部分。西方並非單純的地理概念，而是一個政治概念。如果你持有相同的原則和價值觀，不論地理位置如何，你都屬於西方。」
2022年12月，庫列巴批評印度購買廉價俄羅斯石油的行為。2022年12月29日，在烏克蘭基礎設施遭受襲擊後，庫列巴在Twitter上寫道：「面對如此大規模的戰爭罪行，不應有『中立』的立場。假裝『中立』實際上等同於站在俄羅斯一邊。」
在俄羅斯入侵一周年即將來臨之際，庫列巴前往美國並在哈佛大學發表講話。他同時在紐約的聯合國總部進行多項外交活動，例如在2月23日促成通過聯合國大會第十一屆緊急特別會議的ES-11/7決議。一天後，聯合國安全理事會召開第9269次會議，討論「維護烏克蘭的和平與安全」，烏克蘭的盟友和支持者們連續發言超過三個小時，表達支持烏克蘭的立場。

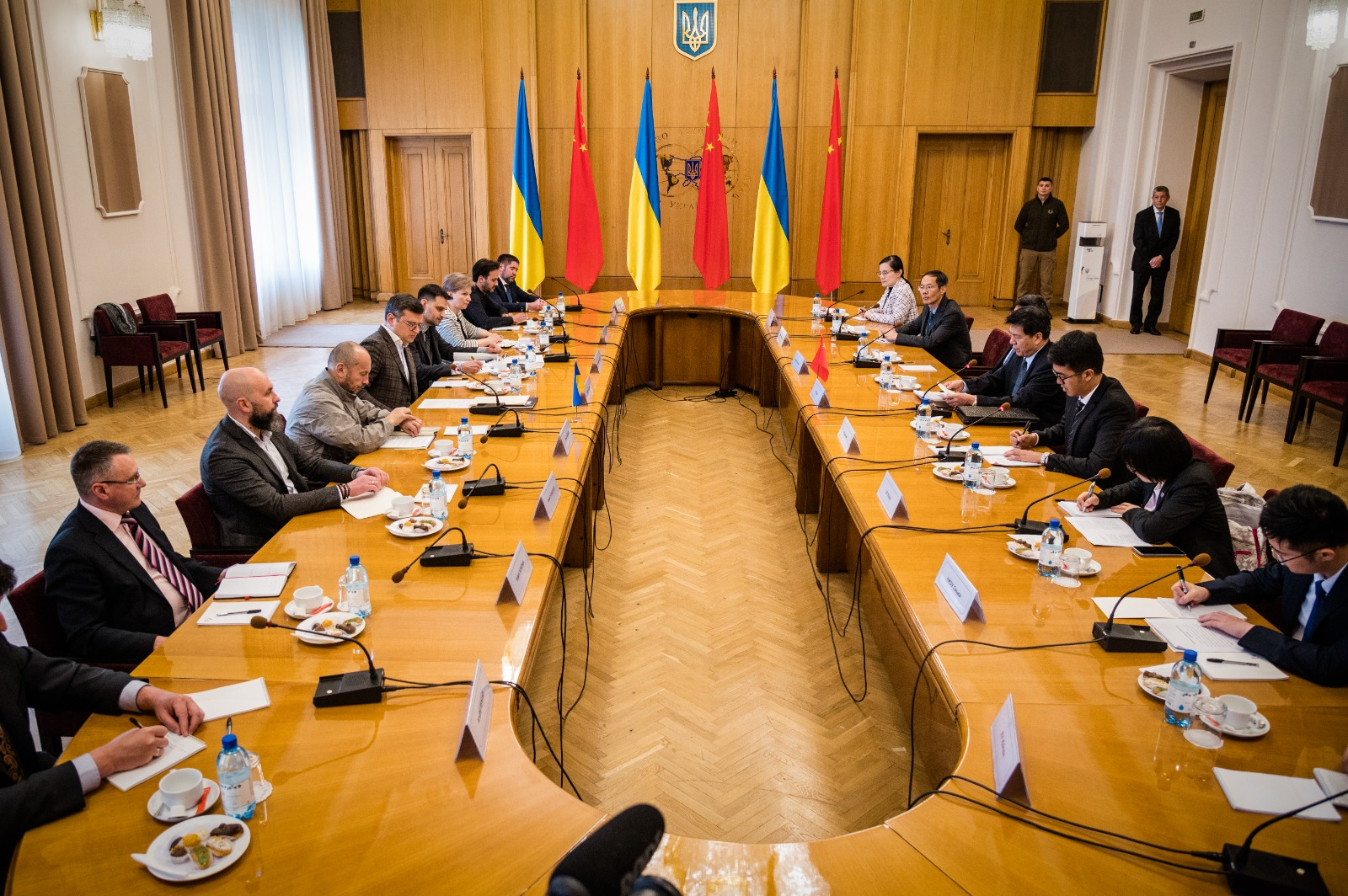
2023年5月17日，中國的和平特使李輝在基輔與庫列巴會晤。

2023年3月，庫列巴表示，中國「不會讓俄羅斯崩潰」，但「他們需要一個弱勢的俄羅斯來對中國作出讓步，並提供資源 。」
2023年5月16日，南非總統西里爾·拉馬福薩宣佈，非洲國家領導人提出一項新和平倡議，旨在解決烏克蘭問題。俄羅斯和烏克蘭對此表示歡迎，但庫列巴警告說：「任何和平倡議都應尊重烏克蘭的領土完整，不應以任何方式暗示將烏克蘭的領土割讓給俄羅斯。此外，任何和平計劃都不應導致衝突拖延。」

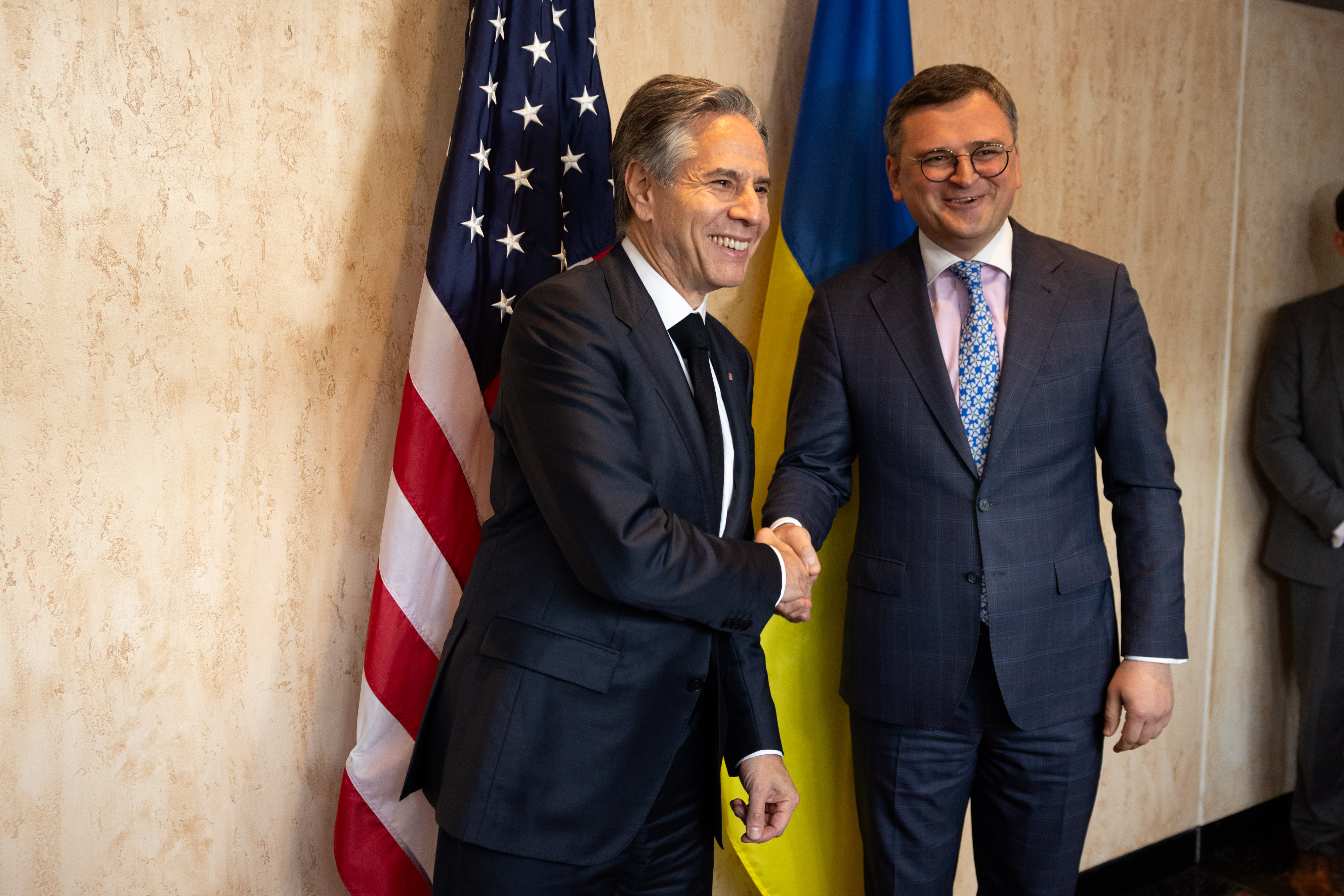
2023年6月20日，庫列巴在倫敦與美國國務卿安東尼·布林肯會面。

2023年7月，當烏克蘭的四屆佩劍世界冠軍奧莉加·哈爾蘭因未與擊敗的俄羅斯對手握手而在世界擊劍錦標賽上被取消資格時，庫列巴表示支持她。他在社交媒體上寫道：「我呼籲（國際擊劍聯合會）恢復哈爾蘭的參賽權利。」

#### 其他
2023年12月，權威國際基金會WORLD.MINDS邀請庫列巴加入其執行委員會，接替美國前國務卿亨利·基辛格（1923年—2023年）。

##### 辭職
2024年9月4日，烏克蘭最高拉達主席魯斯蘭·斯特凡丘克宣佈收到庫列巴的辭職信。2024年9月5日，乌克兰最高拉达批准库列巴辞去外交部长职务，共有240名議員投下贊成票。庫列巴並未出席議會報告。

### 卸任后
库列巴卸任后，在世界各地的一些学校授课，但依然居住在乌克兰。
2024年12月4日，哈佛大学肯尼迪学院贝尔弗科学与国际事务中心任命库列巴为高级研究员。
2025年1月，库列巴成为巴黎政治学院副教授，在2025年春学期讲授“战时外交”（wartime diplomacy）课程。他接受这一邀请，是因为校长路易斯·瓦西在担任法国外长的幕僚长期间与他有交往。他说：“与学生交流是很快乐的。”

## 政治觀點

### 對俄關係

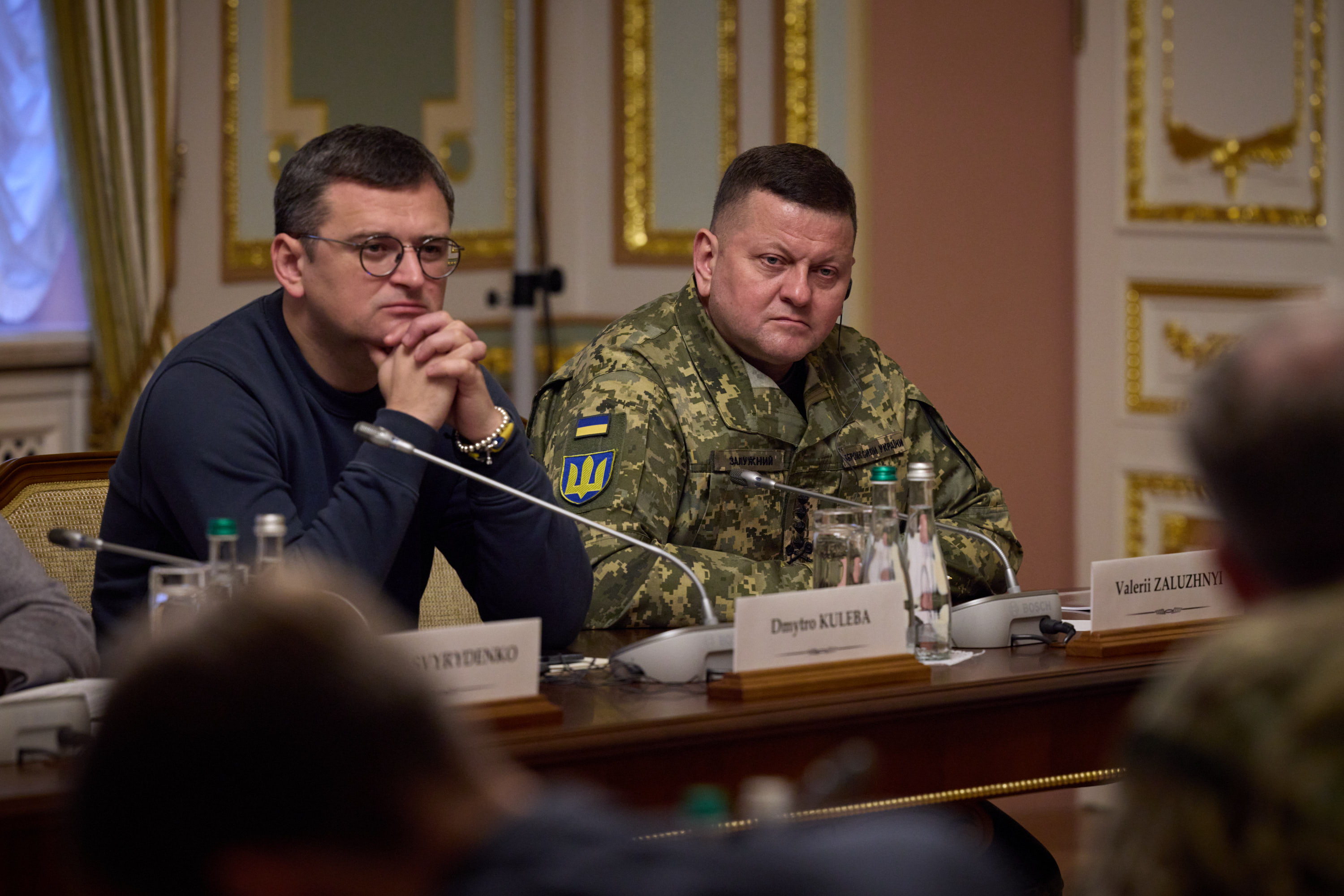
2022年11月19日，以英國首相辛偉誠為首的英國代表團訪問基輔期間，德米特羅·庫列巴與烏克蘭武裝部隊總司令瓦列里·扎盧日內並肩而坐。

庫列巴因其對於俄羅斯的堅定立場而著稱，並持續譴責和對抗俄羅斯對烏克蘭及其他國家的侵略行為。他一貫強調，在俄羅斯停止侵略行動，並將其臨時佔領的克里米亞和頓巴斯領土歸還給烏克蘭之前，歐盟和美國應繼續對俄施加制裁壓力。同時，庫列巴也反對俄羅斯扭曲歷史，特別是試圖美化斯大林時期的鎮壓行為。他強調，烏克蘭應通過政治和外交手段，以「進攻性外交」尋求和平解決頓巴斯戰爭的方法。此外，庫列巴認為烏克蘭不會越過「紅線」：不會與俄羅斯在頓涅茨克州和盧甘斯克州的佔領政府代表進行所謂的「直接對話」；堅持要求完全控制國家邊界，不會同意在俄羅斯佔領軍或非法武裝存在的臨時佔領頓巴斯地區舉行選舉；將主張在非俄羅斯介入下重新融入頓涅茨克州和盧甘斯克州的部分區域，並且不允許這些州份對烏克蘭全國性決策擁有任何「否決權」。
在俄羅斯對烏克蘭發動全面侵略的最初幾小時，庫列巴表示：「烏克蘭將會自我防衛並取得勝利。國際社會可以並應該制止普京。現在是採取行動的時候。」庫列巴呼籲國際社會立即採取五項緊急行動：立即對俄羅斯實施嚴厲制裁，並將其從SWIFT系統中剔除；於所有國際場合全面孤立俄羅斯；向烏克蘭提供軍事武器和設備；提供財政援助；提供人道主義援助。僅在幾小時後，他宣佈烏克蘭與俄羅斯斷絕外交關係，並呼籲其他國家效仿或降低在俄羅斯的外交存在。

### 對歐關係
庫列巴一直是烏克蘭加入歐盟和北約的堅定支持者。他同時倡導為烏克蘭提供北約的會員國行動計劃。庫列巴認為，烏克蘭會在加入歐盟之前成為北約的一員。
庫列巴多次指出，烏克蘭的認同屬於中歐，因此他將加強與中歐鄰國的關係和推動一體化作為烏克蘭對外政策的主要目標之一。這包括與匈牙利關係正常化，以及與波蘭和立陶宛組成的「盧布林三角」。庫列巴同時相信，加強烏克蘭與其他中歐國家的合作，有助於分散能源供應來源，確保歐洲的能源安全。

## 荣誉

### 乌克兰
- 三等功绩勋章（2021年12月22日公布[96]）

### 立陶宛
- 大指揮官十字勳章級立陶宛立功勳章[97][98]

## 著作
2019年3月1日，他在基輔的藝術兵工廠發佈自己的著作《現實之戰：如何在假新聞、真相和社群的世界中取勝》，分享如何在信息戰中防守並取得勝利的見解。該書由「書呆子」出版社出版。